# Juiaparus mexicanus
Juiaparus mexicanus là một loài bọ cánh cứng trong họ Cerambycidae.